# Youra Livchitz

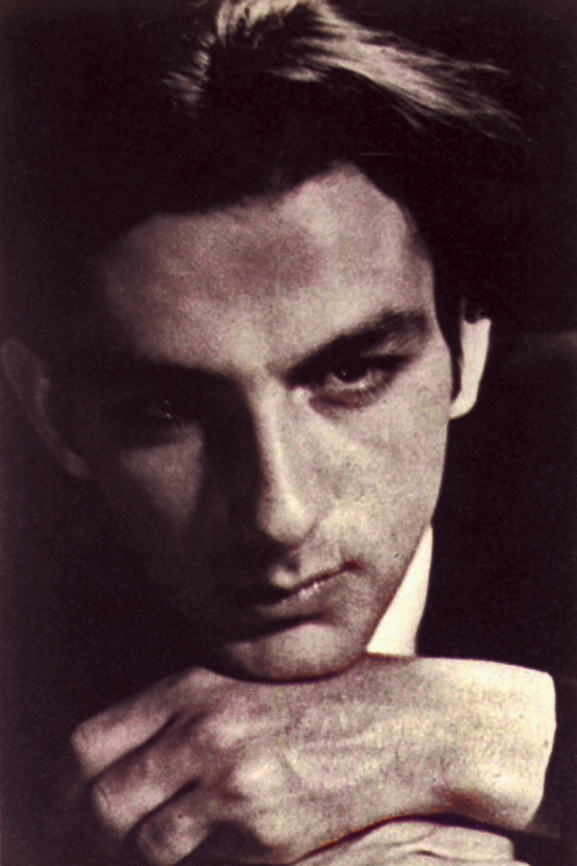
Youra Livchitz (vor 1943)

Youra Livchitz (geboren 30. September 1917 in Kiew, Russisches Kaiserreich; gestorben 17. Februar 1944 in Schaarbeek/Brüssel, Belgien) war ein belgischer Widerstandskämpfer. Er leitete den Überfall auf den 20. Deportationszug nach Auschwitz und wurde von den deutschen Besatzern hingerichtet.

## Leben

### Herkunft und Jugend
Die Eltern von Youra Livchitz, Rachel Mitschnik und Schlema Livchitz aus Bessarabien, emigrierten 1910 von Kischinew nach München, wo 1911 Youras älterer Bruder Alexandre geboren wurde und der Vater 1913 sein Medizinstudium abschloss. Nach Ausbruch des Ersten Weltkriegs zog die Familie nach Kiew, wo Youra 1917 geboren wurde. 1928 ließen sich die Eltern scheiden.
Youras Mutter studierte ein Jahr an der Sorbonne in Paris und zog dann mit ihren zwei Söhnen nach Brüssel, wo sie Mitglied der Theosophischen Gesellschaft wurde und in intellektuellen und künstlerischen Kreisen verkehrte, denen sich auch Youra anschloss. Nach dem Schulbesuch des Athenäums in Uccle begann Youra 1935 ein Medizinstudium an der Freien Universität Brüssel. Hier leitete er mit seinem Schulfreund Robert Leclercq (1917–1970) den freidenkerischen Studentenverband Cercle du Libre Examen und trat der Theatertruppe und dem Basketballclub der Universität bei. Für seinen Lebensunterhalt arbeitete er als Vertreter der belgischen Pharmafirma Pharmacobel.

### Zweiter Weltkrieg

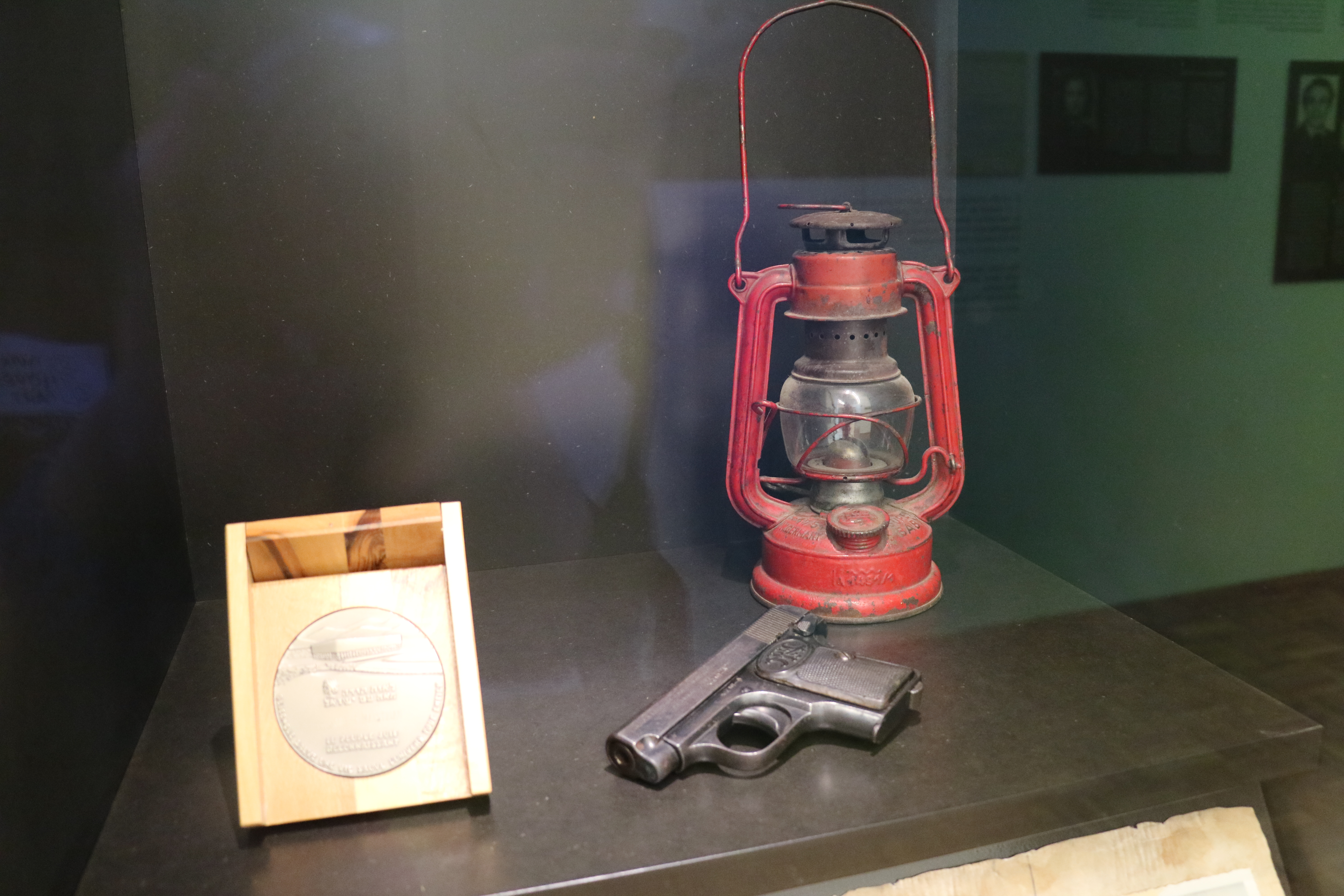
In der Kaserne Dossin in Mechelen sind die am 19. April 1943 verwendete Laterne und die Pistole ausgestellt.

Während seines Medizinstudiums befreundete sich Livchitz mit Jean Franklemon, der 1942 die Groupe G („Groupe général de sabotage de Belgique“, Allgemeine Sabotagegruppe Belgiens) gründete, die im landesweiten Widerstand gegen den Nationalsozialismus tätig war. 1940 wurde Livchitz Assistenzarzt in einem Brüsseler Universitätskrankenhaus und schloss 1941 sein Medizinstudium ab. Im November 1941 beschloss die Freie Universität aus eigenem Antrieb, ihre Pforten zu schließen, um nicht mit den deutschen Besatzern zusammenarbeiten zu müssen. Diese erließen 1942 ein Berufsverbot für jüdische Ärzte.
Mit seinem Bruder und seiner Mutter mietete nun Livchitz ein Studio in Brüssel, in dem auch die Maler Marcel Hastir, René Magritte und Paul Delvaux sowie der Physiker Ilya Prigogine eingemietet waren. Nach der Schließung der theosophischen Bibliothek durch die deutschen Besatzer wurde das Studio „Les Ateliers“ zu einem wichtigen konspirativen Treffpunkt, in dem Flugblätter hergestellt wurden. Im Untergrund nahm Livchitz, der Russisch, Französisch, Deutsch und Englisch beherrschte, den Kampfnamen Georges an. Er trat in Verbindung mit dem britischen Geheimdienst und übersetzte Sendungen der BBC für Radio Moskau. In Inseraten wurde er steckbrieflich als „kommunistischer Terrorist“ zur Fahndung ausgeschrieben.
Er versuchte, für seinen geplanten Angriff auf einen Deportationszug Unterstützung zu erhalten, die ihm jedoch von der belgischen Partisanenarmee verweigert wurde. Daraufhin stoppte er in eigener Verantwortung gemeinsam mit seinen Freunden Jean Franklemon und Robert Maistriau, mit einer 6,35 mm Browning und einer Laterne ausgerüstet, bei Boortmeerbeek den 20. Deportationszug nach Auschwitz, der 1618 Juden vom SS-Sammellager Mechelen nach Auschwitz-Birkenau transportieren sollte. Dies geschah am 19. April 1943, an dem sich zufällig auch der Aufstand im Warschauer Ghetto ereignete. Nach seiner Rückkehr plante Livchitz eine Flucht über Frankreich nach England. Er wurde jedoch verraten, am 26. Juni 1943 zusammen mit seinem Bruder in den Räumen der Pharmafirma von der Gestapo verhaftet und im Fort Breendonk gefangengehalten. Von hier aus schrieb er seiner Mutter einen Abschiedsbrief, in dem er seine Freunde im Gefängnis um Verzeihung bat. Auf dem Tir national („Nationaler Schießstand“) in Schaarbeek wurden Alexandre Livchitz am 10. Februar 1944 und Youra am 17. Februar erschossen.
Das Jüdische Museum in Brüssel zeigt eine Dokumentation über Youra Livchitz.